# Vossloh G 6
A Vossloh G 6 háromtengelyes dízel-hidraulikus tolatómozdony-sorozat, a MaK G 765 utódja, amelyet a Vossloh Locomotives gyártott 2008 és 2017 között, összesen 133 példányban. A Deutsche Bahnnál a DB 0650, míg a Hector Railnél a HCTOR 931 sorozatjelet kapta. A G 6 a Vossloh a modularitást és a mozdonytípusok minél nagyobb alkatrész-egyezőségét előtérbe helyező ötödik generációs termékcsaládjának első tagja. Három különböző motortípussal és számos egyéb felszereléssel a vásárlók a Vossloh korábbi mozdonyaihoz képest jobban az igényeikhez tudták alakítani a vontatóegységet.
A 2012-es InnoTranson Vossloh G 6 ME típusmegjelöléssel egy dupla dízelmotoros, elektromos hajtóművel szerelt verziót is bemutattak. Ebből a kezdeti érdeklődés ellenére kizárólag egyetlen bemutatópéldányt gyártottak és 2017-ben még azt is átalakították egymotoros kivitelűre. A Vossloh az elektromos hajtásláncú változatból egymotoros, hibrid, illetve akkumulátoros verziókat is kínált, azonban ezekből érdeklődés hiányában egyetlen példányt sem gyártottak. A Vossloh 2014-ben úgy döntött, hogy eladja a mozdonygyártó ágazatát, felfüggesztette a mozdonyainak további fejlesztését, 2017-ben pedig a piac elenyészőre apadása miatt leállította az összes dízel-hidraulikus mozdonyának, így a G 6-nak a gyártását is.

## Története
A Vosslohnak a G 6 tervezésekor az ipari ágazatban használt tolatómozdonyokra jellemző ellentmondásos követelményeknek – a mozdonynak kicsinek kell lennie, hogy fizikailag elférjen a szűk ipari környezetekben, azonban a nehéz terhek mozgatásához minél nagyobbnak, súlyosabbnak kell lennie, a nehéz vontatmányok mozgásra bírásához nagy vonóerővel kell rendelkeznie, azonban a vonali közlekedés miatt nagy végsebességet is el kell érnie – miatt először „egyet hátra kellett lépnie, hogy utána kettőt előre léphessen”. Ez gyakorlatban azt jelenti, hogy a mozdony négy- helyett háromtengelyes, melynek hátrányait a modern alkatrészekkel és „előremutató megoldásokkal” ellensúlyoztak. A G 6 a Vossloh első háromtengelyes mozdonya az 1993 és 2002 között gyártott MaK G 765 után. A G 6-ot a 2008-as InnoTrans nemzetközi vasútijármű- és közlekedéstechnikai kiállításon mutatták be. Mivel az új mozdonynak meg kellett felelnie az időközben bevezetett európai károsanyag- és zajkibocsátási, illetve passzív biztonsági előírásoknak, ezért azt a MaK/Vossloh első ötödik generációs vontatóegységének tekintik. Ezt hangsúlyozza az új típusjelölési séma is; a korábbi típusnév-adási rendszerben a hajtástípusra utaló betűk után (a „dieselelektrische” rövidítéseként a „DE” a dízel-elektromos, míg a „gellenkwellenantrieb“ rövidítéseként a „G“ a dízel-hidraulikus hajtású egységeket jelzi) a motorteljesítménynek megfelelő számot írták ki, amit a tengelyelrendezés követett, így a mozdony a „G 600 C” típusjelölést kapta volna, ezzel szemben a G 6 esetében viszont a teljesítmény egyszázadát tüntették fel és a tengelyelrendezést elhagyták. A mozdony elnyerte a Privatbahn Magazin 2008/2009-es évre járó innovációs díját.
A G 6-ot a 2010-es InnoTranson ismét kiállították, ezúttal a Verkehrsbetriebe Peine-Salzgitter színsémájában, a Vossloh ötödik generációs mozdonypalettájának kettő további tagjával, a dízel-hidraulikus G 12-vel, illetve a dízel-elektromos DE 18-cal. A Vossloh a 2012-es InnoTranson G 6 ME típusmegjelöléssel egy többmotoros dízel-elektromos verziót is bemutatott, amely kettő egyenként 350 kW (470 hp) teljesítményű, nem csak a vasúti Euro 97/68 IIIB, hanem az annál jóval szigorúbb közúti nehéz tehergépjárművekre vonatkozó Euro 2005/55 V kibocsátási normának megfelelő teherautó-motorral volt szerelve. Az elektromos hajtásláncú verzió további lehetséges variánsai közé tartozott az egymotoros (350 vagy 700 kW teljesítményű) G 6 Mono-Engine, a hibrid G 6 Hybrid (350 kW dízel, valamint 80 kWh (290 MJ) akkumulátor) és a G 6 Akku típusmegjelölésű 160 kWh (580 MJ) kapacitású akkumulátoros változat. A mozdonyt az InnoTranson jelentős érdeklődés övezte, első megrendelője a Paribus Holding GmbH & Co. KG volt 2013 októberében, ami a 2014-es leszállításától kettő évre bérelni akart egy G 6 ME-mozdonyt, illetve vizsgálta a további mozdonyok beszerzésének lehetőségét. Végül nemhogy a Paribushoz nem érkezett egyetlen G 6 ME sem, de gyártani sem gyártottak többet. Az egyetlen legyártott többmotoros G 6 ME-t 2017-ben átalakították egymotoros (Cummins QSK23–L) verzióra.
A Contrôle de vitesse par balises (KVB) vonatbefolyásoló rendszerrel szerelt G 6 F kivitel a francia vasúthálózaton való használatra vonatkozó tanúsítványt 2014-ben szerezte meg. A Vossloh a 2014-es évtől kezdve fokozatosan eladta a különböző leányvállalatait; a Vossloh Españát 2015 végén vásárolta meg a Stadler Rail, a Vossloh Kiepét 2016 végén a Knorr-Bremse, míg a G 6 gyártásáért is felelős Vossloh Locomotivest 2020-ban a CRRC Zhuzhou Locomotive. A vállalat mozdonygyártó részlegének eladásáról szóló döntés meghozatala után a mozdonyok további fejlesztésére nem került sor. A G 6 típusengedélyét 2015-ben nem újították meg, a gyártását fokozatosan megszüntették. A Vossloh a következő kettő évben a többi dízel-hidraulikus modell gyártását is leállította. A vállalat utolsó dízel-hidraulikus mozdonyait, kettő G 6-példányt 2017-ben gyártották le az Evonik Industries részére, amely 2018. április 30-án vette át a mozdonyokat. A Vossloh szerint a dízel-hidraulikus tolatómozdonyok piaca 2020-ra elenyészőre apadt, azonban a Bundeskartellamt elemzése szerint, ha a cég elvégezte volna az időközben szükségessé vált beruházásokat és újra megszerezte volna a típusengedélyt, akkor a G 6- és a G 12/G 18-platformok még 2020-ban is piacképesek lehettek volna.
A dízel-hidraulikus verzióból a Vossloh Locomotives kiel-friedrichsorti üzemében 2008 és 2017 között összesen 133 példányt gyártottak, míg a dízel-elektromos változatból egyetlen példányt 2012-ben.

## Technológia
A G 6 sorozatot elsősorban nehéz terhelésű tolatási műveletekre(en) tervezték. A G 6 a Vossloh ötödik generációs, moduláris mozdonyplatformjának első tagja. A család tagjai közös platformon osztoznak; a futómű, a váz, a vezetőfülke, a fékek és a vezérlés megegyezik a mozdonyok között. A G 6 és a G 12, illetve a G 18 alkatrészei körülbelül 40, míg a G 12, a G 18, a DE 12 és a DE 18 alkatrészei körülbelül 60 százalékban megegyeznek. Kiegészítő felszerelések választékával a mozdonyok az adott üzemi kívánalmakhoz igazíthatók. A rendelhető extrákkal és alternatív felszerelésekkel nem csak a mozdony átfogó karakterisztikáját lehetett személyre szabni (például szélesnyomtávú forgóvázak, kétfokozatú hajtómű, Theimeg EC/LO típusú távvezérlés, jobb vagy bal oldali közlekedéshez kialakított vezetőfülke, szinkronvezérlés), de biztonsági (EST Eisenbahn-Systemtechnik GmbH G1-200 M típusú energiaemésztő deformációs elemekkel kombinált ütközők, ETCS, figyelmeztető csengő, multifrekvenciás (370 és 660 Hz) jelzőkürt, Funkwerk AG MESA 23 kétnormás (160 és 450 MHz) vonatrádió) és kényelmi extrák (nagynyomású üzemanyagtöltés, RK900 tolatókapcsoló(de), klimatizált vezetőfülke, fűthető szélvédő) is választhatóak voltak. Mindezek mellett a Vossloh különböző szoftveres és hardveres csomagjai, így a Vossloh Bypass Control (szoftvercsomag, amely az alkatrészek meghibásodása esetén szelektíven kizárja azokat, hogy a mozdony továbbra is működőképes maradjon), a Vossloh Slip Protection (vonóerő-ellenőrző rendszer a kerekek megcsúszásának és perdülésének megakadályozására), a Vossloh Eco Drive (az üzemanyag-fogyasztás csökkentésére szolgáló információs és vezérlőrendszer, amely magában foglal egy automatikus start-stop rendszert), a Vossloh Track Recorder (tachográf), a Vossloh Driver Assistant (szoftvercsomag, amely tájékoztatja a járművezetőt az aktuális vonali viszonyokról és menetrendekről. Emellett lehetővé teszi a járművezető számára, hogy előre tekintsen, és üzemanyagot spóroljon azáltal, hogy a sebességet a fennálló körülményekhez igazítja), a Vossloh Shunting Assistant (segíti az araszolást és a vasúti kocsik automatikus összekapcsolását, valamint egyszerűsíti az indítást emelkedőkön), a Vossloh Radar Protection (tolatóradar) is elérhetőek voltak. A G 6 mozdonyvázát különböző opcionálisan rendelhető felszerelési csomagok észben tartásával alakították ki. A felépítmények külön-külön eltávolítható részekre vannak osztva, ami hozzájárul a karbantartás megkönnyítéséhez. Ezeket a korábbi típusokhoz képest továbbfejlesztették, a vezetőfülke teljesen új. A mozdonyt úgy tervezték, hogy abba három különböző gyártó motortípusa – Cummins QSK23–L (a Komatsu 6D170 továbbfejlesztett változata), MTU 12V 1600 R50, Caterpillar C27 – is könnyen beszerelhető legyen. A Cummins-motor hengerűrtartalma 23,2 liter, névleges teljesítménye 671 kW (900 hp) 1800 min⁻¹ fordulaton. Az MTU-motor hengerűrtartalma 21 liter, névleges teljesítménye 690 kW (930 hp) 1900 min⁻¹ fordulaton. A Caterpillar-motor hengerűrtartalma 27 liter, a G 6-ba választható verzió specifikációja ugyan nem ismert, azonban a motor vasúti felhasználásai esetén kivétel nélkül 1800 min⁻¹ fordulaton 652 vagy 700 vagy 708 kW (874 vagy 939 vagy 949 hp) névleges teljesítményre lett hangolva. A Cummins-motor soros hathengeres elrendezésű, így a beszerelése és a karbantartása egyszerűbb, azonban névleges teljesítménye kismértékben alacsonyabb, mint a V12 elrendezésű MTU- és Caterpillar-egységeknek. A meghajtásról a Voith Turbo L 3r4 zseU2 típusú turbóhajtóműve gondoskodik, melyet irányonként kettő-kettő többfokozatú nyomatékváltóval szereltek. A vontatóegység átlagos indító vonóereje 194–219 kN, maximum 250 kN. A mozdony legnagyobb megengedett sebessége 40 vagy 80 km/h (25 vagy 50 mph), attól függően, hogy az egységbe szereltek e kétfokozatú hajtóművet. Az ilyen berendezéssel felszerelt példányokat maximálisan 100 km/h (62 mph) sebességgel lehet hidegen vontatni. A mozdonyok három normál nyomtávolságú hajtott kerékpárral vannak szerelve, ami C tengelyelrendezést eredményez. A keréktárcsák futókör-átmérője új állapotban 1000 mm (39 in), sugárban 40 mm (1,6 in) kopási tartalékkal rendelkeznek, így a legkisebb megengedett futókör-átmérőjük 920 mm (36 in). A kerékpárok axiális irányban mozoghatnak, csökkentve ezzel a jármű által a pályában okozott keresztirányú igénybevételt, abráziót. A mozdony legkisebb bejárható pályaívsugara 50 m (160 ft). A G 6 10 350 mm (407 in), az opcionális energiaemésztő oldalütközőkkel 10 790 mm (425 in) hosszú, 3080 mm (121 in) széles és 4225 mm (166,3 in) magas, szolgálati tömege 60–67,5 t (59,1–66,4 angol tonna; 66,1–74,4 amerikai tonna), tengelyterhelése 20–22,5 t (19,7–22,1 angol tonna; 22,0–24,8 amerikai tonna). Üzemanyag-kapacitása 1800 l (400 imp gal; 480 US gal), az MTU-motoros változat fékmunkára vonatkoztatott fajlagos tüzelőanyag-fogyasztása(en) 191–194 g/kWh (körülbelül 158–161 l/h), míg a Caterpillar-motoré 198 g/kWh (körülbelül 155–168 l/h). Az opcionális szinkronvezérléssel legfeljebb kettő G 6 működhet együtt. A G 6 három különböző fékrendszerrel van felszerelve – pneumatikus tárcsafék, rugóerőtárolós rögzítőfék és hidrodinamikus hajtóműfék. A kerékpárokat tárcsafékekkel látták el. A G 6 a legtöbb hidraulikus fékkel ellátott mozdonnyal ellentétben nem egy retardert használ a hidrodinamikus fék működtetésére, hanem az ellentétes irányban elhelyezett kettő nyomatékváltót. Ez azt jelenti, hogy a fékerőhatás a sebesség függvényében fordítottan érvényesül, tehát a hidrodinamikus fék ereje annál nagyobb, minél kisebb a sebesség. A hidrodinamikus fék ereje rövid ideig maximum 380 kW, egyébként 300 kW. A vezetőfülkében átlósan két vezetőállás van beépítve. A menet- és fékkarok időfüggő, elektromos impulzusvezérléses elven működnek. Az átmenő és a kiegészítő fék külön vezérlőkarokat kaptak, a dinamikus fék a menetszabályzó karral működtethető. Kedvezőtlen tapadási viszonyok esetén a homokoló automatikusan működésbe lép, de kézzel is működtethető. A vezetőülések összecsukhatóak és becsúsztathatóak a kezelőpanelek alá, így állva is lehet vezetni a mozdonyt, ezt elősegítve egy-egy külön Sifa-lábpedált is felszereltek a vezetőülések alá. A Voith-hajtómű lehetővé teszi a pontos sebességtartást; 3–11 km/h (2–7 mph), illetve az éppen aktuális sebesség megválasztása lehetséges. A vezetőfülke falai és teteje 4 mm vastag acéllemezből, a szélvédők körülbelül 17 mm vastag laminált biztonsági üvegből, míg az oldalablakok körülbelül 18 mm vastag szigetelt üvegből készültek. Az oldalfalakat belülről nagy sűrűségű farostlemezekkel (HDF) borították, az acél- és a farostlemezek közötti űrt ásványgyapottal töltötték ki. A különböző motorral szerelt mozdonyokat könnyen meg lehet különböztetni egymástól; a Cummins-motoros példányok hosszabb gépterének elején szellőzőrács található, míg az MTU-motoros mozdonyoknál zárható ajtók. A hűtő- és kipufogórendszereket úgy alakították ki, hogy a jövőbeli károsanyag-kibocsátási előírások megfelelésére átalakíthatóak legyenek, így például részecskeszűrő is felszerelhető. A mozdony mindkét végén három világító diódás jelzőfény található, ebből egy kizárólag fehér színnel képes világítani, illetve kettő távolsági fényként vagy vörös fényű zárjelzőként is üzemelhet. Opcionálisan végenként 2–2 további fehér színű fényszóró is rendelhető volt. A különböző fényjelzőmódok, melyek egyike a teljesen automatikus átkapcsolás, közül egy bütykös kapcsolóval lehet váltani.
A G 6 járművezérlő egységének programja nagy integritású szoftvernek minősül, így meg kell felelnie az Európai Elektrotechnikai Szabványügyi Bizottság EN 50128 szabványának, ez a V modellen alapuló szoftverfejlesztési folyamatot követel. Annak érdekében, hogy a fejlesztési folyamat megfeleljen a szabványnak, a Vossloh programozói elkerülték a funkcionális követelmények Boole-logikává történő átalakítását, helyette funkcionális fákat alkalmaztak. Ez kiküszöböli a lehetséges hibaforrásokat és jelentősen leegyszerűsíti a kódolási folyamatot. Ezenfelül a teszteredményeknek a követelményekre való teljes visszavezethetősége a végrehajtás nyomon követésével igazolja az algoritmusok helyességét. 
A szoftver megírásánál alkalmazott szemlélet egyszerre törekedett a formalitásra és a pragmatikára. Az elsődleges célkitűzés a biztonságos járművezérlő egységek tervezése egy olyan módszerrel, amely megkönnyíti a biztonságos járművezérlő egységek építését, és amely mind a Vossloh mérnökei, mind a tanúsító ellenőrök számára könnyen megközelíthető. A fejlesztési folyamat során a szoftvermodulok dokumentálása bizonyult a leginkább költség- és időigényes feladatnak. A program teljes, több mint 60 000 oldalas dokumentációját kevesebb mint két év alatt, manuálisan készítette el egy háromfős csapat. A folyamat egységesítése érdekében a modulok funkcionalitásának specifikációja a teljesség és az egyediség fogalmának formális meghatározásán alapul. A folyamat konstruktív modellépítést alkalmaz, amely az egyes számítási lépések leírására vonatkozó funkcionális követelményeken alapul. Ez lehetővé teszi a kézi verifikációs technika alkalmazását.
A G 6 ME ugyanazt az alvázat, vezetőfülkét, fékeket és kezelőszerveket használja, mint a dízel-hidraulikus változat, azonban a hajtóművet egy Vossloh Kiepe Main Line Technology gyártmányú központi vontatóegység váltotta, amelyet egy, a vázra szerelt invertermodul vezérel. A rendelkezésre állás maximalizálása érdekében számos rendszer redundáns. A központi vontatóegység két elektromos tekercseléssel rendelkezik, és ez tükröződik a teljesítményelektronika konfigurációjában is. Az invertert úgy tervezték, hogy az lehetővé tegye az energiatároló rendszerek későbbi integrálását. A vontatógenerátor lehetővé teszi a mozdony alkatrészkopás nélküli indítását, ami azt jelenti, hogy nincs szükség hagyományos indítóra. Hasonlóképpen nincs külső akkumulátortöltő sem, mivel ezt a funkciót a teljesítményelektronikai alkatrészek veszik át.

## Üzemeltetők

### Németország
Az első demonstrációs modell 2008-ban készült el, és az InnoTrans szakkiállításon mutatták be. A következő néhány évben ezzel és egy másik mozdonnyal kiterjedt próbaüzemeket végeztek Németországban és más európai országokban. 2010 szeptemberében az addigra elkészült példányok közül kettőt kezdetben bérmozdonyként a Verkehrsbetriebe Peine-Salzgitter (VPS) német magán-vasúttársaságnak adtak át. 2011-ben a VPS vásárolta meg a mozdonysorozat első tizennyolc sorozatgyártott példányát. A mozdonyokat a VPS az elsősorban a 43 darab, közel 50 éves LHB 530 C háromtengelyes dízelüzemű mozdonyokból álló flottájának megújítására irányuló program részeként rendelte meg. 2011 júniusában a VPS további 22 G 6-os mozdonyt rendelt, így 2016-tól 40 G 6-os mozdony állt az állományában. A BASF német vegyipari cég is használt G 6-os bérmozdonyokat a ludwigshafeni üzemében, majd a 2011-es év végén 16 G 6, illetve 4 darab DE 12 és 2 darab DE 18 mozdonyt vásárolt. Az első legyártott G 6-os azóta a Mercer Stendal cellulózgyárban van használatban. 2012-ben a DB Regio több G 6-ot bérelt a Vosslohtól, melyeket az 1960-as években gyártott V 60 sorozat lehetséges utódjaként teszteltek. A típusból végül mindössze négy példányt vásárolt a vállalat 2016-ban.
2014 elején a BASF adta le az első rendelést az MTU 12V 1600 R50 motorral szerelt változatra.

### Svédország
2013 és 2018 között a TX Logistik AB, majd a Mertz Transport AB több G 6 mozdonyt bérelt a Vosslohtól a malmői intermodális terminál kiszolgálására, a TrainPool AB 2015 és 2016 között kettő gépet bérelt a Citybanan építésekor, míg 2016 és 2021 között a Baneservice Skandinavia AB a göteborgi Skandiahamnen kikötőben alkalmazott G 6 mozdonyokat.
2021-ben a Beacon Rail öt használt gépet vásárolt, melyeket 2021 márciusában a Hector Rail magán-vasúttársaságnak adtak bérbe, ahol azok a „Hector Rail 931” sorozatmegjelölést kapták. A mozdonyokkal a 60 éves Hector Rail 841-es sorozatú mozdonyokat váltották fel Holmsundban, Luleåban és Gällivare-ban.

### Tesztüzemek különböző európai országokban
A Specjalny Transport Kolejowy (STK) lengyel magán-vasúttársaság 2013-ban kapott tesztelésre egy mozdonyt, melyet a gdański TRAKO szakrendezvényen is kiállított. Ezt miután az OT Logistics felvásárolta az STK-t, a Kolej Bałtycka leányvállalatának adta ki tesztelésre. Az ArcelorMittal Ostrava cseh acélmű is tesztelt egy G 6-ot, mellyel a korosodó járműparkját kívánta modernizálni. A vállalat végül nem a G 6-ot választotta; 2016-ban 20 CZ Loko 741.7-es mozdonyt (modernizált ČD 740) vásárolt.
A mozdony Németországon és Svédországon felül Csehországban, Franciaországban, Lengyelországban és Szlovéniában is rendelkezik típusengedéllyel.

### Állománylista
| Tulajdonos              | Darabszám | Motortípus | Állománybavétel ideje | Megjegyzések |
| ----------------------- | --------- | ---------- | --------------------- | --- |
| VPS                     | 37        | Cummins    | 2011–2015             | 2010-ben a Verkehrsbetriebe Peine-Salzgitter 25 millió euróért 18 példányt vásárolt. A VPS 601–619 pályaszámú példányokat 2011 és 2013 között adták át. A vállalat 2011 júniusában további 22 mozdonyt rendelt, öt további jármű opciójával. 2014-ben eladtak három példányt a Captrain Deutschlandnak. A 616-os pályaszámú mozdonyt 2015-ben egy balesetet követően leselejtezték, ennek helyettesítésére rendeltek egy új példányt.                               |
| Nexrail AssetCo         | 7         | Cummins    | 2021–2022             | A Nexrail AssetCo 2021-ben 5 példányt vásárolt a Vosslohtól, amiket az korábban bérmozdonyokként üzemeltetett. Ezek közül az egyik az eredetileg kétmotoros G 6 ME, melyet a 2012-es InnoTranson is kiállítottak. Ezt 2017-ben átszerelték egymotoros kivitelűre, a mozdony egy Cummins QSK23–L-motort kapott. 2022 szeptemberében további kettő mozdonyt vásárolt a Skinest Adriatictól.                                                                           |
| Nexrail AssetCo         | 13        | MTU        | 2021–2022             | A Nexrail AssetCo 2021-ben vásárolt 12 példányt, ezek eredetileg a Vossloh bérmozdonyai voltak. A vállalat 2022-ben vásárolt még egy példányt. |
| BASF                    | 12        | MTU        | 2013–2014             | A BASF 2011 decemberében 16 mozdonyt rendelt a ludwigshafeni (Kraftwerk BASF-Ludwigshafen), a schwarzheidei (BASF-Standort Schwarzheide) és az antwerpeni (Kraftwerk BASF-Antwerpen) üzemeinek kiszolgálásához. 2016-ban kettő példányt eladtak a Vossloh Locomotivesnak, illetve 2023-ban egyet-egyet a Rostocker Fracht- und Fischereihafennek és a Saar Railnek.                                                                                                 |
| CTD                     | 11        | Cummins    | 2015–2016, 2019       | A Captrain Deutschland 2014-ben vásárolt három mozdonyt a VPS-től, illetve 2014. július 18-án hat új mozdonyt rendelt, melyeket 2015–2016 folyamán adtak át. A vállalat 2019-ben további kettő, korábban a Vossloh által bérmozdonyként használt példányt vett. Ezek egyike volt a századik legyártott G 6 is, melyet a 2014-es InnoTranson is kiállítottak. Ez a mozdony hivatalosan a cég Captrain Deutschland CargoWest nevű leányvállalatának állományában van. |
| CTD                     | 1         | MTU        | 2021                  | Eredetileg a BASF-nek lett gyártva, a Vossloh 2016-ban visszavásárolta és bérmozdonyként üzemeltette. A Captrain Deutschland 2021-ben vásárolta meg. |
| Evonik                  | 1         | Cummins    | 2011                  | Az Evonik Industries részére gyártva, 2013-ban átkerült az Evonik Infracor GmbH nevű leányvállalatához. A Chemiepark Marl területén használják. |
| Evonik                  | 4         | MTU        | 2015, 2018            | Az Evonik Industries részére gyártva. A Chemiepark Marl területén használják őket. |
| Beacon Rail             | 5         | MTU        | 2021                  | Eredetileg a Vossloh bérmozdonyai. 2021-ben a Beacon Rail megvásárolta és a svédországi székhelyű Hector Railnek adja bérbe azokat. A mozdonyokat a svéd vasúti hálózaton való üzemeltetéshez ATC-2 biztosítóberendezéssel szerelték fel. |
| DB Regio                | 4         | Cummins    | 2016                  | Eredetileg a Vossloh bérmozdonyai. A DB Regio 2016-ban vásárolta meg azokat. |
| TKSE                    | 4         | MTU        | 2017                  | A Vossloh saját mozdonyai voltak, a Thyssenkrupp Steel Europe 2017-ben vásárolta meg azokat a duisburgi acélművének (ThyssenKrupp-Stahlwerk Schwelgern) kiszolgálásához. |
| K+S                     | 3         | Cummins    | 2012                  | A K+S Kali GmbH vásárolta meg a K+S Minerals and Agriculture GmbH leányvállalata számára, ami a zielitzi (Kaliwerk Zielitz), a sehndei (Kaliwerk Bergmannssegen-Hugo) és a philippsthali (Verbundbergwerk Werra) üzemeiben használja azokat. |
| Schweerbau              | 2         | Cummins    | 2017, 2019            | Eredetileg a Vossloh bérmozdonyai voltak. A Schweerbau az első példányát 2017-ben vásárolta meg, míg a másodikat 2019-ben. |
| Schweerbau              | 1         | MTU        | 2018                  | Kiállították a 2018-as InnoTranson. |
| ZS                      | 2         | Cummins    | 2011                  | 2010 augusztusában a Zellstoff Stendal (ZS) lízingelte, ezt a példányt 2011 februárjában vásárolta meg a ZS. A második példányt 2011 októberében szerezte be. |
| Northrail               | 2         | Cummins    | 2013–2014             | Bérmozdonyok. |
| InfraLeuna              | 2         | MTU        | 2014–2015             | Az InfraLeunának gyártva. |
| CFL Cargo France        | 2         | Cummins    | 2017                  | Eredetileg a Vossloh bérmozdonyai. A CFL Cargo France 2017 decemberében vásárolta meg azokat. |
| BSW                     | 2         | MTU        | 2018                  | Eredetileg a Vossloh bérmozdonyai. A Badische Stahlwerke 2018 júliusában vásárolta meg azokat. |
| Gelsen-Log              | 2         | MTU        | 2019                  | Eredetileg a Vossloh bérmozdonyai. A Gelsenkirchener Logistik-, Hafen- und Servicegesellschaft mbH 2019-ben vásárolta meg azokat megközelítőleg 2,5 millió euróért. A két mozdony egy közel 65 éves Krauss-Maffei ML 440 C-t és egy több, mint 30 éves Henschel DHG 700 C-t váltott le. A két G 6-os később a klímavédelem fontosságra való felhívásként egy főnixmadarat, illetve egy polipot ábrázoló egyedi fóliázást kapott.                                    |
| EVB                     | 2         | MTU        | 2021                  | Eredetileg a Vossloh bérmozdonyai. Az Eisenbahnen und Verkehrsbetriebe Elbe-Weser 2021-ben vásárolta meg azokat. |
| RFH                     | 1         | Cummins    | 2019                  | A Vossloh bérmozdonyként üzemeltette. A Rostocker Fracht- und Fischereihafen GmbH 2019 decemberében vásárolta meg. |
| RFH                     | 1         | MTU        | 2023                  | Az RFH 2023 márciusában vásárolta meg a BASF-től. |
| SKW                     | 1         | Cummins    | 2011                  | Az első legyártott G 6, melyet a 2008-as InnoTranson kiállították. 2011 januárjában vásárolta meg a Stickstoffwerke Piesteritz. |
| Luka Koper d.d.         | 1         | Cummins    | 2013                  | A vállalat első újonnan vásárolt mozdonya, a koperi kikötőben használják. |
| Ferrotract              | 1         | Cummins    | 2014                  | 2012-ben gyártott, Franciaországban érvényes típusengedéllyel rendelkező „G 6 F” kivitel. A Ferrotract 2014 augusztusában vásárolta meg. |
| Alzchem                 | 1         | Cummins    | 2015                  | A mozdonyt a 2010-es InnoTranson is kiállították és a Vossloh 2010 és 2015 között bérmozdonyként üzemeltette. Az Alzchem 2015 októberében vásárolta meg. |
| ZPR                     | 1         | Cummins    | 2015                  | Eredetileg a Vossloh bérmozdonya volt, a Zellstoff- und Papierfabrik Rosenthal GmbH 2015-ben vásárolta meg. |
| Deutsche Leasing France | 1         | Cummins    | 2016                  | Franciaországban érvényes típusengedéllyel rendelkező „G 6 F” kivitel. A Vossloh bérmozdonyként üzemeltette. A Deutsche Leasing France Operating SAS 2016 júniusában vásárolta meg. |
| Fels-Werke              | 1         | Cummins    | 2016                  | Eredetileg a Vossloh bérmozdonya volt, a Fels-Werke 2016-ban vásárolta meg a rübelandi üzemének kiszolgálására. |
| Vossloh                 | 1         | Cummins    | 2017                  | Bérmozdony. |
| Skinest Adriatic        | 1         | Cummins    | 2017                  | Eredetileg a Vossloh bérmozdonya. A Skinest Adriatic 2017-ben vásárolta meg és bérmozdonyként üzemelteti Horvátországban. |
| Bayernoil               | 1         | MTU        | 2018                  | A Vossloh 2017-ben adta bérbe a Bayernoil Raffineriegesellschaftnak, a vállalat 2018-ban megvásárolta a mozdonyt. |
| BES                     | 1         | MTU        | 2015                  | A Brandenburger Elektrostahlwerkének gyártva. |
| Saar Rail               | 1         | MTU        | 2023                  | A Saar Rail 2023-ban vásárolta meg a BASF-től. |

### Selejtezett példányok
| Tulajdonos | Darabszám | Motortípus | Állománybavétel ideje | Selejtezés ideje | Selejtezés oka |
| ---------- | --------- | ---------- | --------------------- | ---------------- | -------------- |
| VPS        | 1         | Cummins    | 2012                  | 2015             | Baleset.       |

## Megjelenése a médiában
A mozdony letölthető tartalomként játszható a Train Simulator Classic és a Train Sim World videójáték-sorozatokban.
A G 6 „Salzgitter-6” néven a Train Life című videójátékban is vezérelhető. A mozdony a Euro Truck Simulator 2 egyik letölthető tartalmában rakományként jelenik meg. A mozdony a MacGyver televíziós sorozat Fogpiszkáló című epizódjában nagysebességű személyszállító vonatként központi szerepet tölt be.

## Modellek
A G 6 nagyszériás H0-s méretarányú modelljét a Piko gyártotta, többféle festési variációban. A vállalat 2016-ban a VPS és az InfraLeuna, 2017-ben a BASF, a Captrain és a Deutsche Bahn/Vossloh, 2018-ban az Evonik és a Vossloh, 2019-ben a Thyssenkrupp, 2021-ben egy fikcionális magánvasúttársaság, 2022-ben a Hector Rail, míg 2023-ban a Deutsche Bahn és az EVB színeiben jelentetett meg G 6-modelleket.

## Galéria

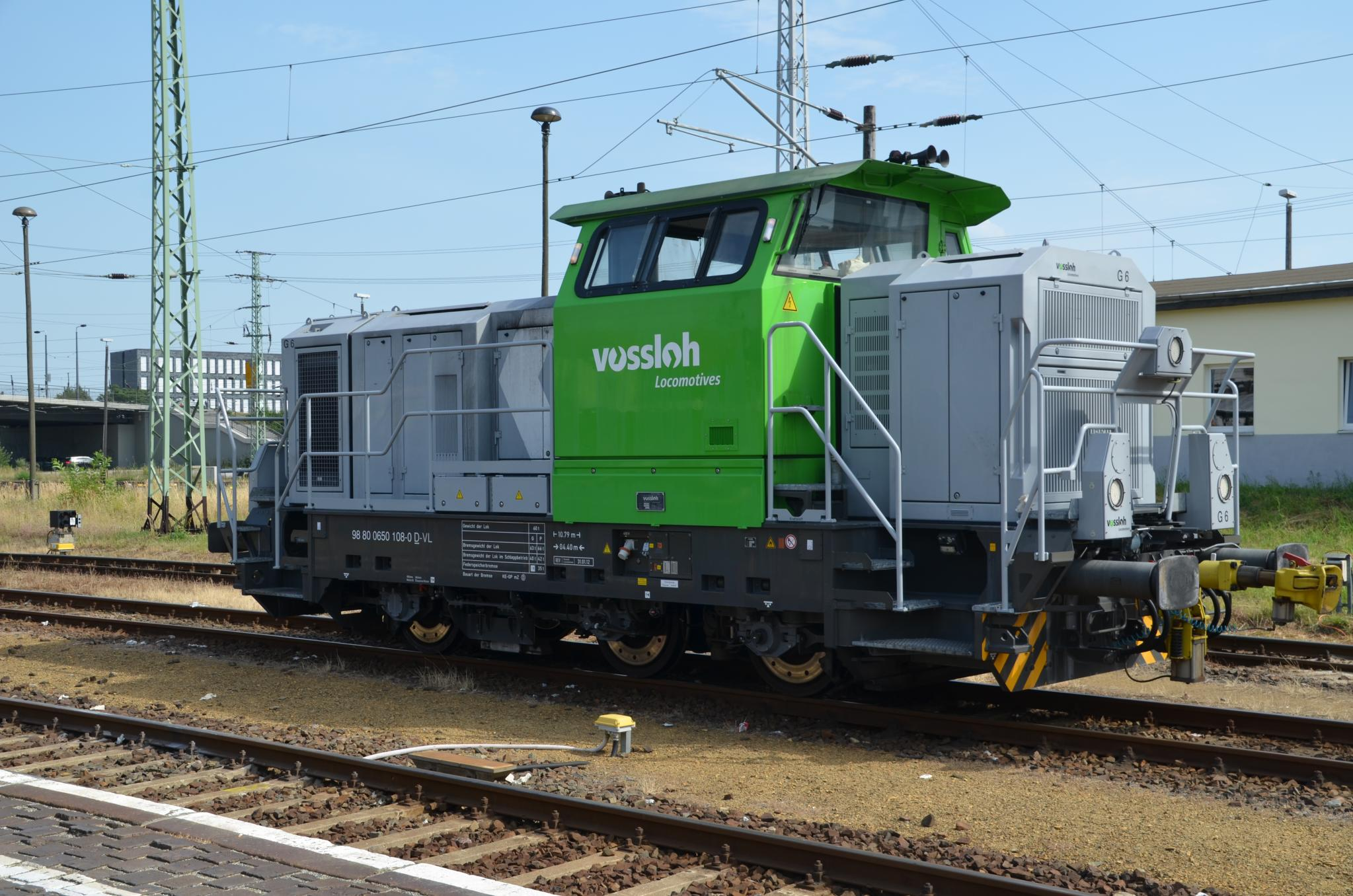
A Vossloh bérmozdonyainak festése
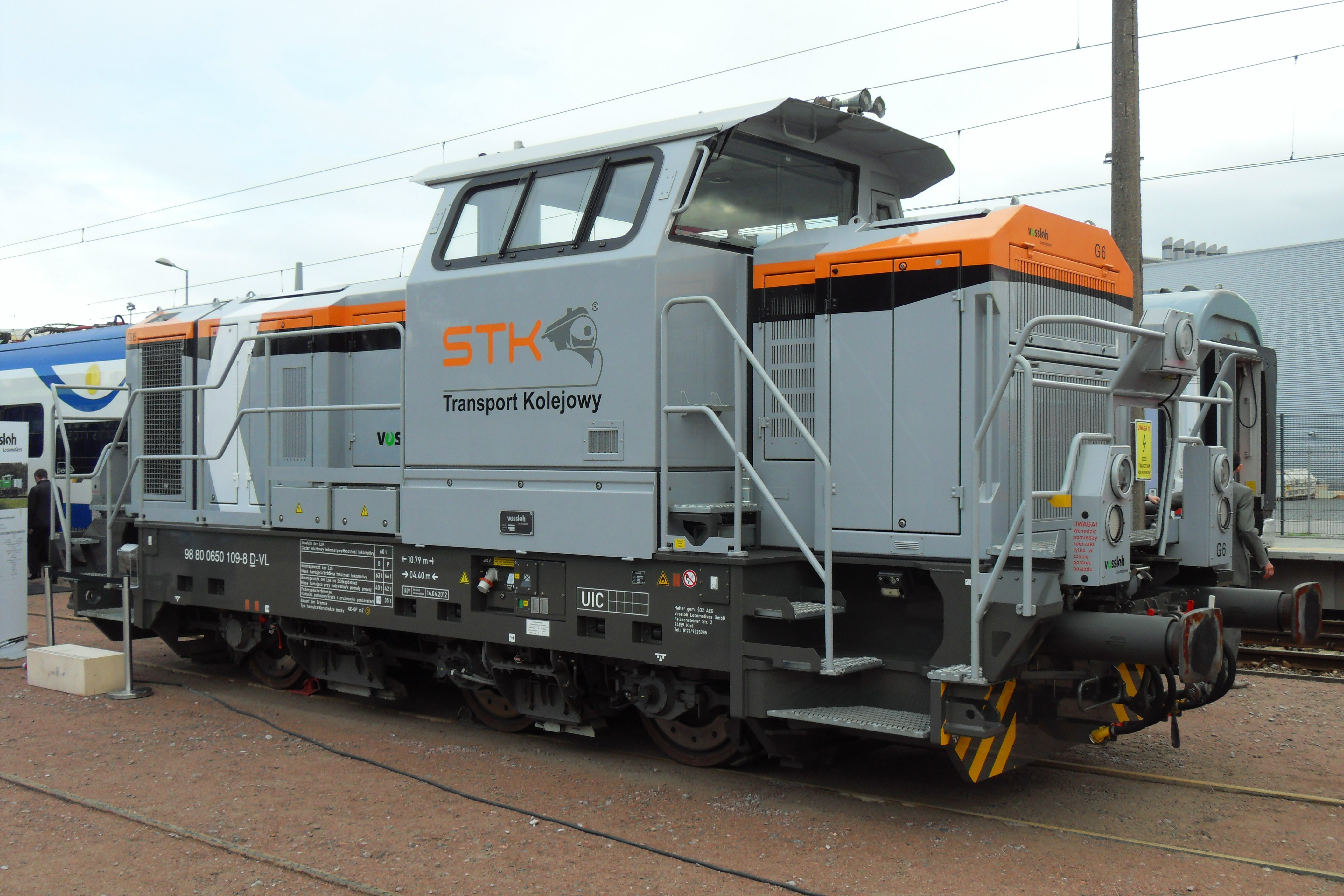
Az STK tesztmozdonya a 2013-as TRAKO kiállításon
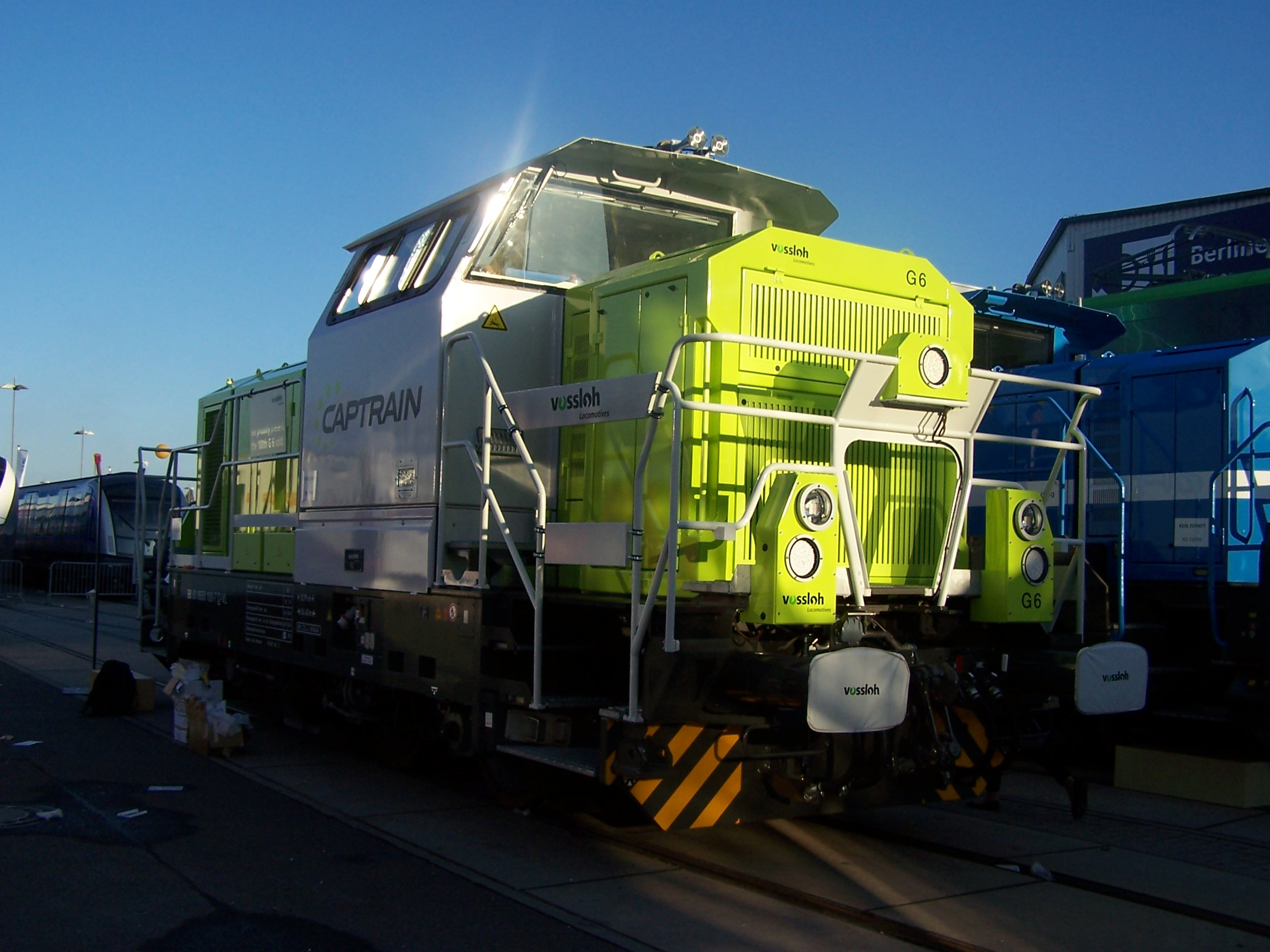
A Captrain Deutschland egyik G 6-osa a 2014-es InnoTranson
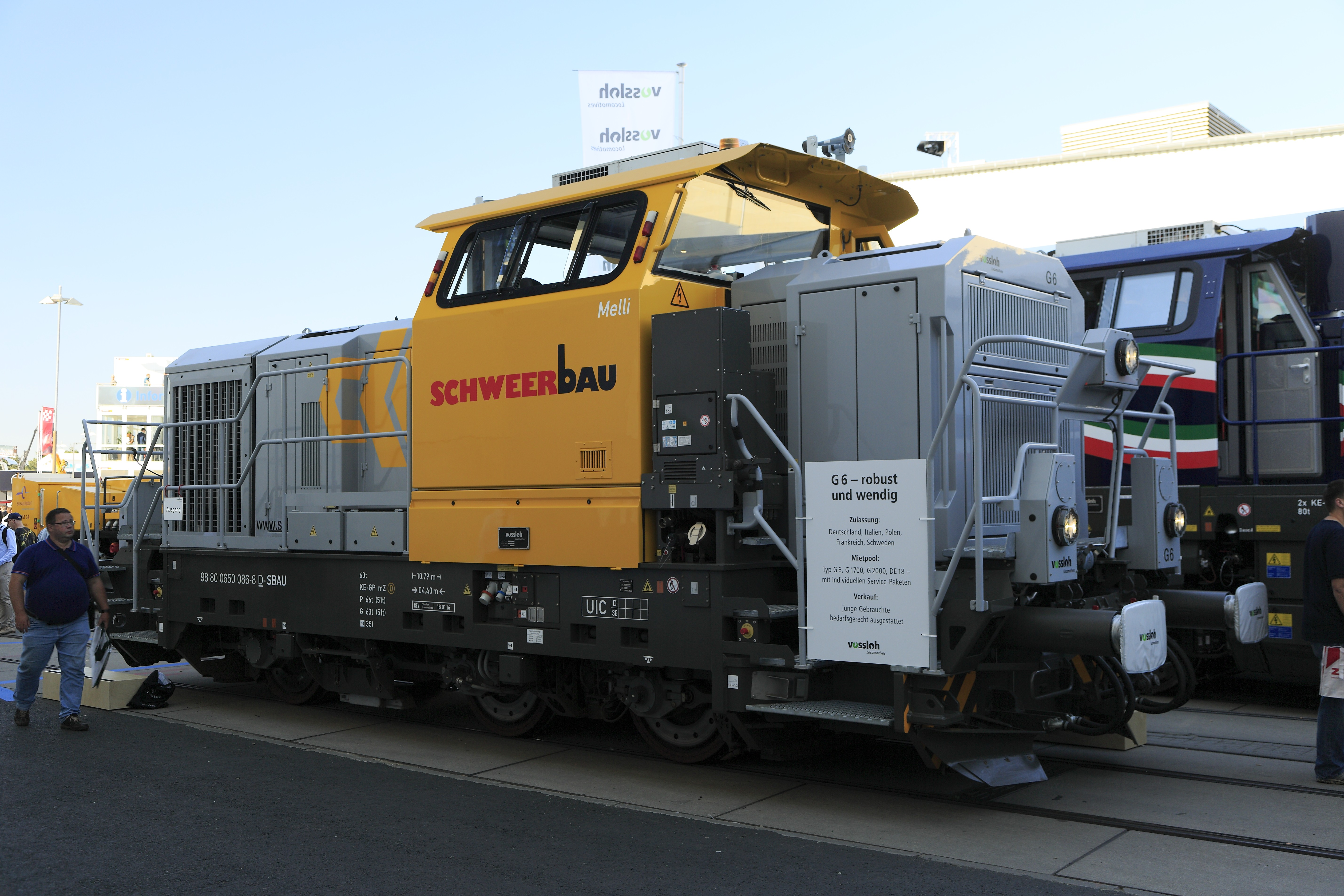
A Schweerbau egyik G 6-osa a 2018-as InnoTranson
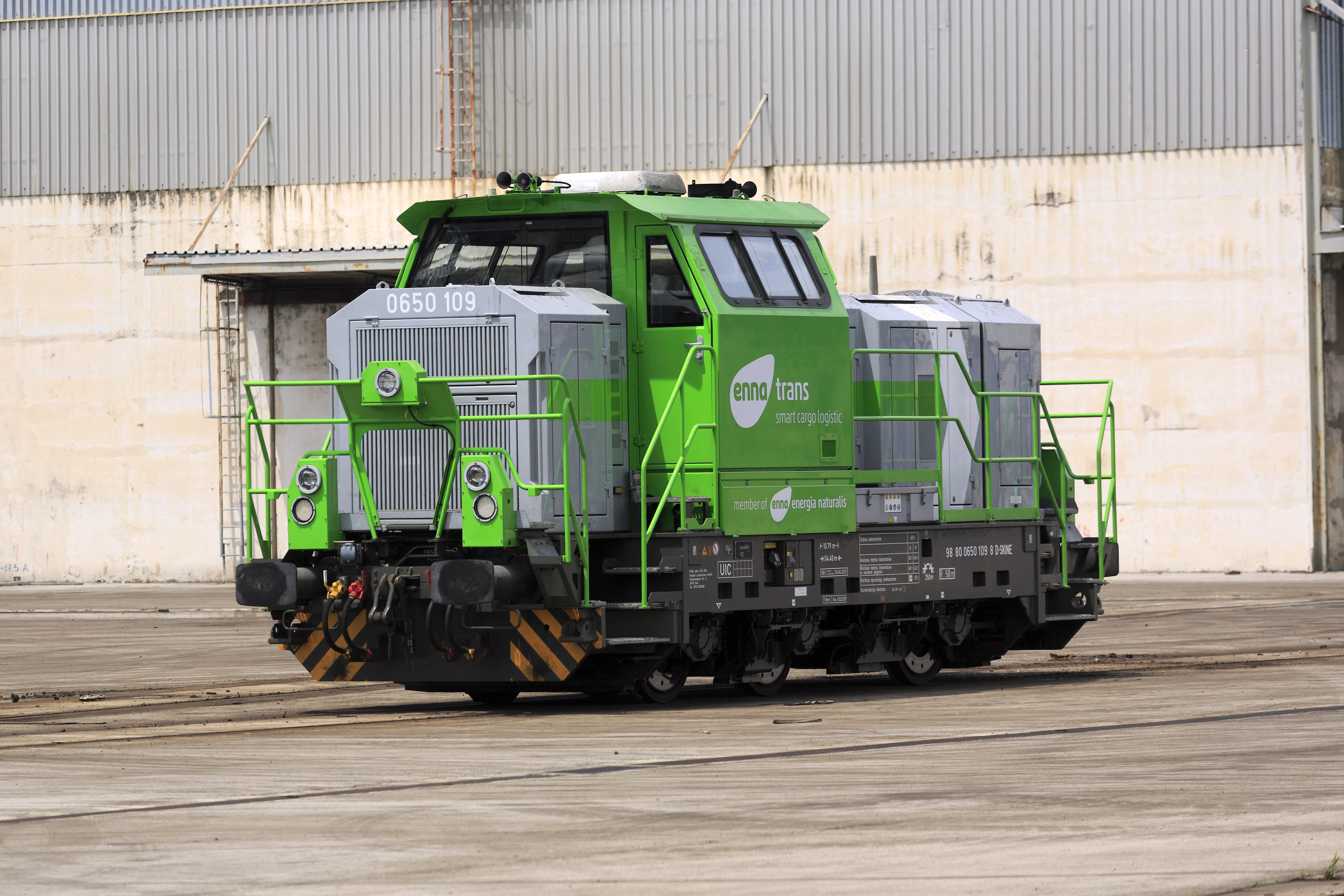
A Skinest Adriatic egyik bérmozdonya az Enna Trans festésében
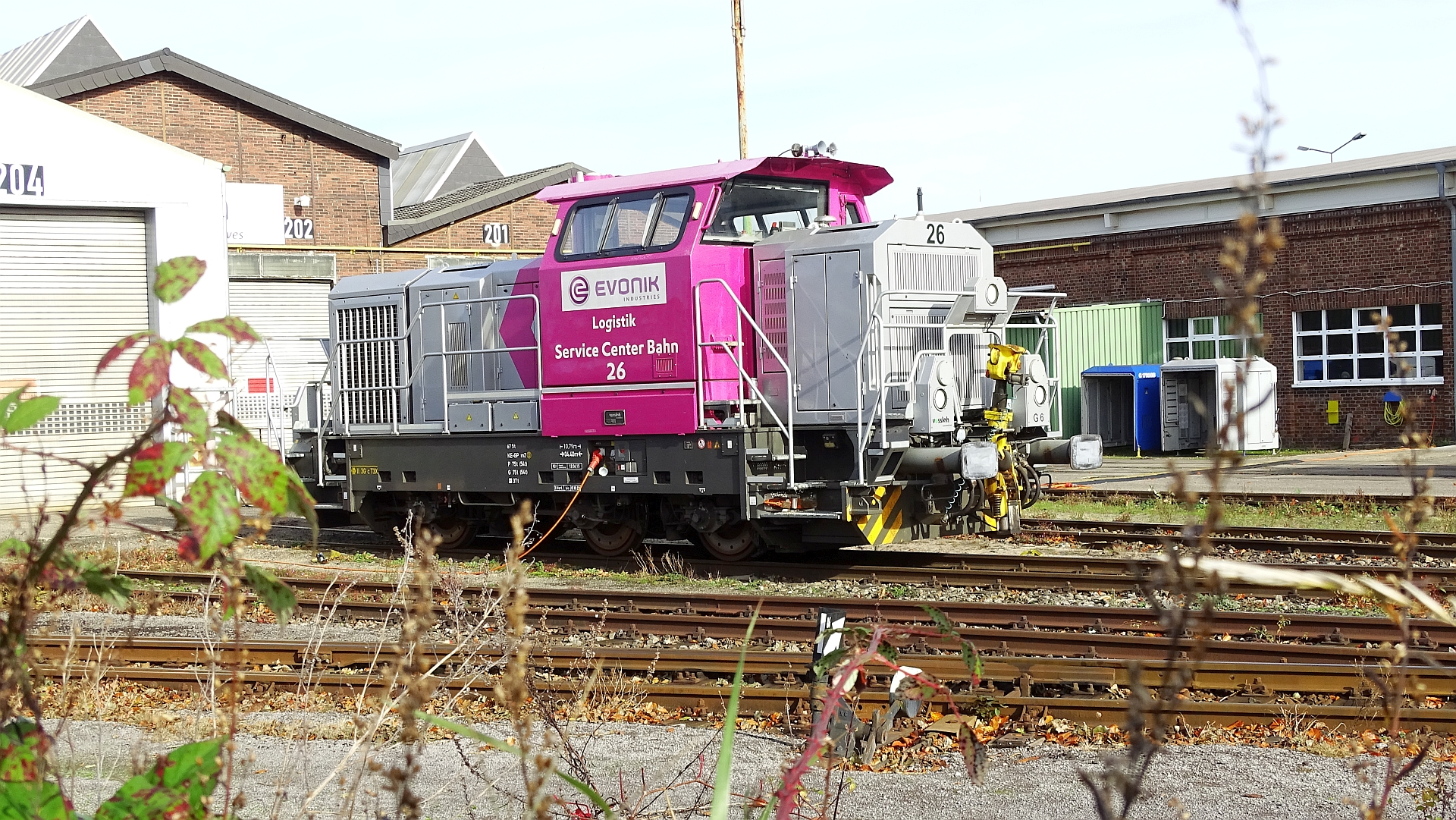
Az Evonik Industries egyik G 6-osa
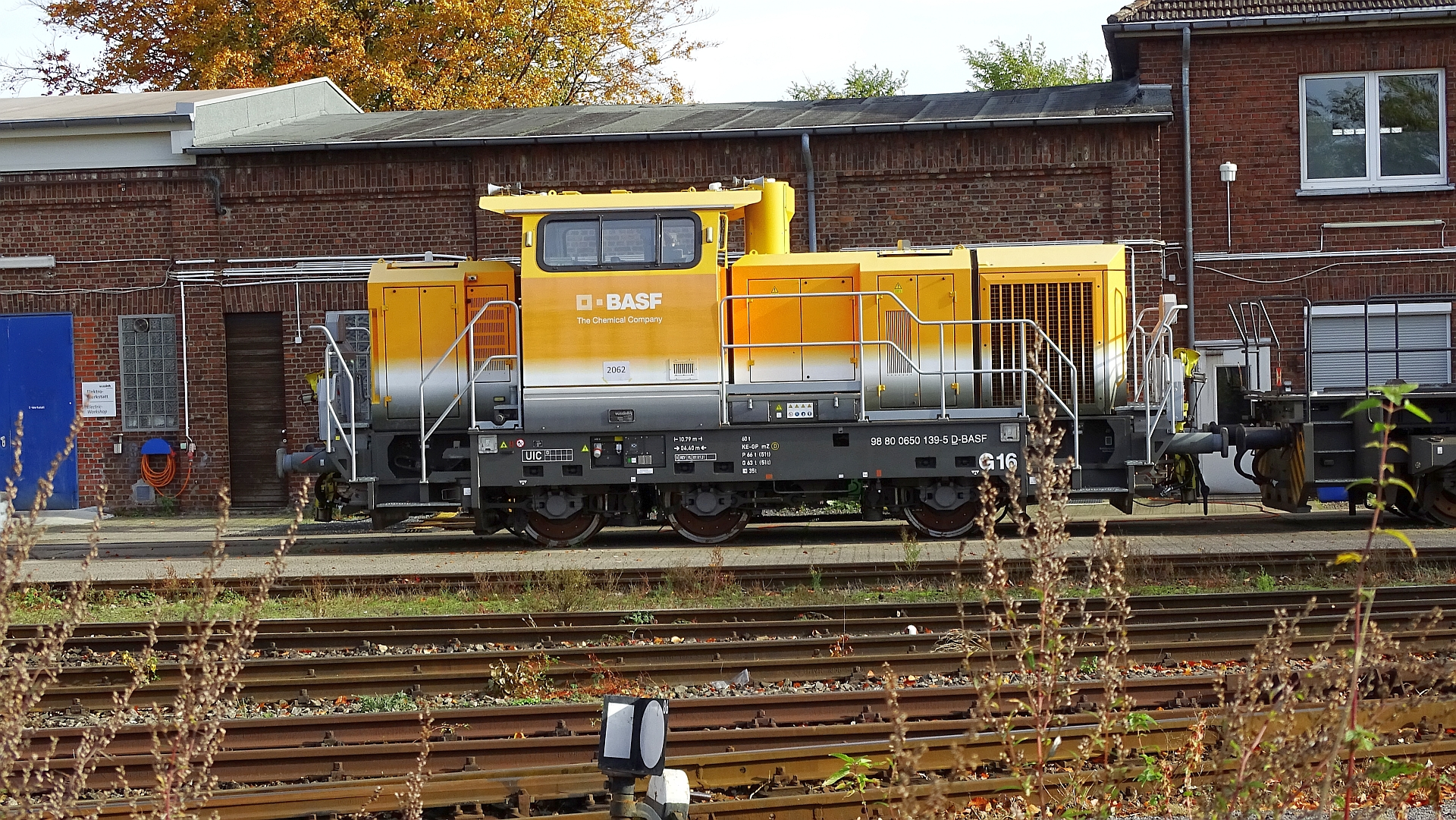
A BASF egyik G 6-osa
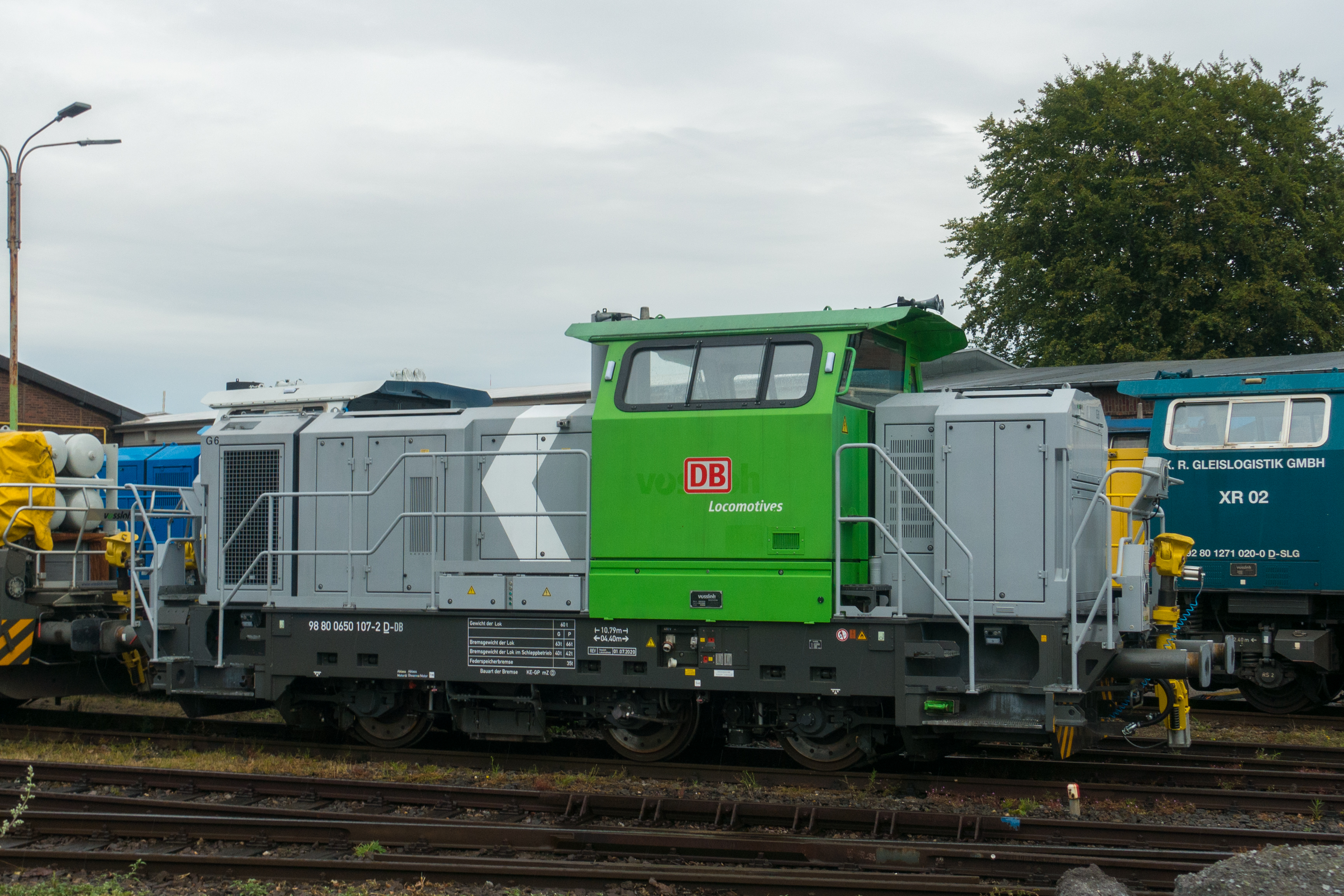
A DB Regio egyik G 6-osa

## Fordítás
- Ez a szócikk részben vagy egészben  a   Vossloh G 6 című német Wikipédia-szócikk ezen változatának fordításán alapul.  Az eredeti cikk szerkesztőit annak laptörténete sorolja fel. Ez a jelzés csupán a megfogalmazás eredetét és a szerzői jogokat jelzi, nem szolgál a cikkben szereplő információk forrásmegjelöléseként.